# Mastacembelus armatus
Mastacembelus armatus е вид лъчеперка от семейство Mastacembelidae. Видът не е застрашен от изчезване.

## Разпространение и местообитание
Разпространен е в Бангладеш, Виетнам, Индия (Аруначал Прадеш, Джаркханд, Западна Бенгалия и Утаракханд), Камбоджа, Китай, Мианмар, Непал, Пакистан, Тайланд и Шри Ланка.
Обитава крайбрежията и пясъчните дъна на сладководни и полусолени басейни, морета, реки, потоци и канали в райони с тропически климат. Среща се на дълбочина около 1 m.

## Описание
Теглото им достига до 500 g.